# جوير (بعدان)

تعديل مصدري - تعديل

جوير محلة تابعة لقرية الفراحي، التابعة لعزلة المنار بمديرية بعدان إحدى مديريات محافظة إب في الجمهورية اليمنية، بلغ تعداد سكانها 70 حسب تعداد اليمن لعام 2004.